# Фарфоровское кладбище

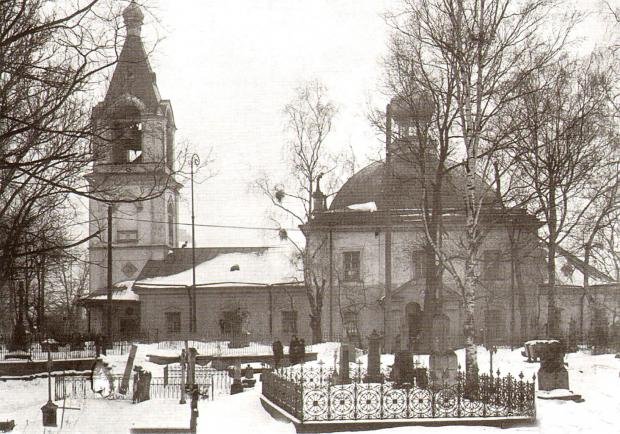
Фарфоровское кладбище и Преображенская церковь (1731-34)

Фарфоровское (Спасо-Преображенское) кладбище располагалось у берега Невы при Преображенской церкви казённых кирпичных заводов на Шлиссельбургском проспекте. Ныне это территория Невского района Санкт-Петербурга, район станции метро «Ломоносовская».

## История
Кладбище возникло сразу после постройки Преображенской церкви в 1731–1734 гг. На прилегающем участке вскоре была основана Невская порцелиновая мануфактура, позже преобразованная в Императорский фарфоровый завод. В 1902 году к кладбищу прирезали новый обширный участок земли, на котором в 1902—1912 годах по проекту академика архитектуры А. Ф. Красовского выстроена Свято-Духовская церковь (Церковь Сошествия Святого Духа) с уникальным фарфоровым иконостасом.
Из исторических захоронений стоит отметить: титулярного советника и художника (модельмейстера) А. И. Воронихина, художника Ф. И. Красовского, князей Дмитрия и Якова Лобановых-Ростовских, мать литератора М. Я. Панаеву, артиллерийского генерал-майора Д. П. Резвого, генерал-майора Н. А. Саблукова, хирурга В. В. Цимбалина и многих других.

Фотографии Духовской церкви
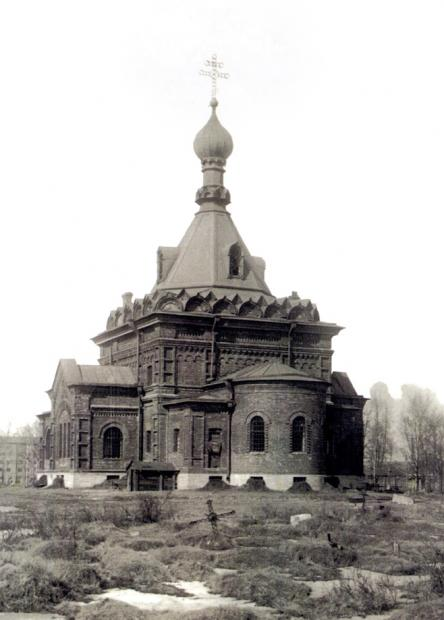
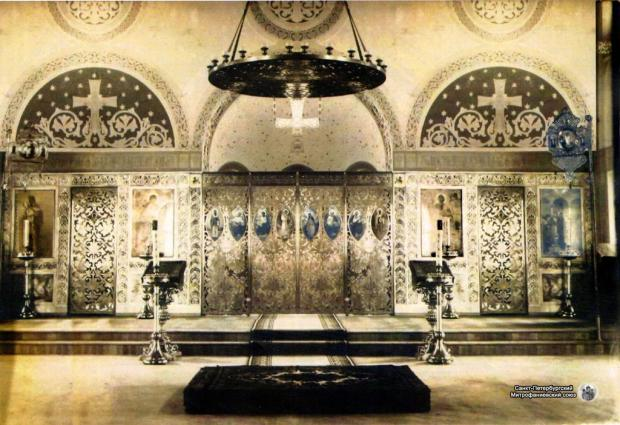
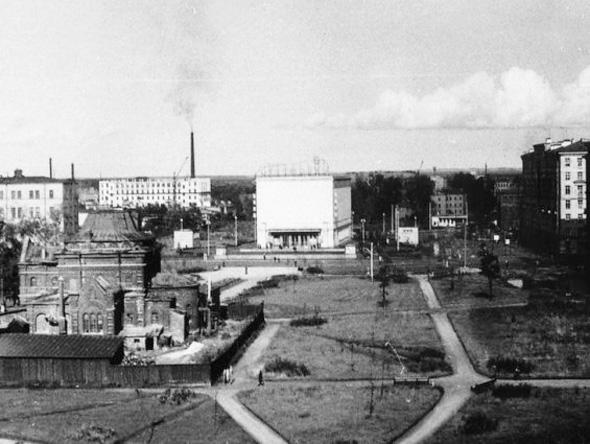

В 1927 году кладбище было закрыто для захоронений. В 1932 году была разрушена Преображенская церковь, вместе с которой были уничтожены захоронения в ней: князя А. П. Гагарина, министра финансов графа Д. А. Гурьева, статс-секретаря историка Н. Н. Муравьёва и др. Через несколько лет на Литераторские мостки был перенесён прах литератора И. И. Панаева. Духовская церковь и западная часть кладбища были уничтожены в 1960-х годах (см. ликвидация кладбищ в СССР).

## Судьба территории
В начале XXI века возник проект постройки на месте кладбища развлекательного центра и торгового комплекса. Местными жителями была создана инициативная группа, которая противостоит этим замыслам, их цель — восстановить Духовскую церковь с фарфоровым иконостасом, а окружающую территорию сделать мемориальным сквером. В 2009 году у застройщика истекло разрешение на производство работ, а через некоторое время владелец компании скончался. Несмотря на это, угроза застройки территории бывшего кладбища остаётся. Чтобы не допустить этого, необходимо юридически закрепить в градостроительном плане города границы исторического некрополя от Невы и до границы сквера вокруг метро.
16 февраля 2013 года состоялся очередной пикет у огороженной под застройку территории кладбища. Продолжается сбор подписей за сохранение территории кладбища и восстановление сквера. Несмотря на то, что на территории кладбища, по словам градозащитников, находятся могилы погибших в годы блокады ленинградцев, а также могилы нескольких династий мастеров русского фарфора, Комитет по государственному контролю, использованию и охране памятников истории и культуры Санкт-Петербурга (КГИОП) выдал «справку о том, что исторических захоронений на этом месте нет».
По состоянию на февраль 2013 года большая территория бывшего кладбища огорожена в связи подготовкой к строительству торгово-развлекательного центра. Застройщик — ООО «Конрад» — утверждает, что разрешительная документация получена. Губернатор Петербурга 6 февраля 2013 на встрече с главредами СМИ заявил: «Мы же понимаем, что, к огромному сожалению, у нас весь город стоит на костях, но Санкт-Петербург должен развиваться, разумеется, не нарушая законы», отметив, что, по его личному мнению, на территориях бывших кладбищ лучше создавать садово-парковые зоны и сохранять память.
По состоянию на 2015 год — на территории кладбища ведется установка маленькой Церкви, в память о кладбище.